# 埃尔金斯诉合众国案
埃尔金斯诉合众国案（英語：Elkins v. United States，364 U.S. 206 (1960)）是美国联邦最高法院1960年裁决的案件，判决认为“银盘理论”（silver platter doctrine）违反美利坚合众国宪法第四条修正案，该理论认为联邦法庭可以接纳州执法部门通过非法手段获得的证据。
俄勒冈州波特兰的警察通过一份不相关的搜查令从詹姆斯·巴特勒·埃尔金斯（James Butler Elkins）家中查获一些非法窃听的证据，埃尔金斯随后因这些证据而被联邦法庭判决有罪。他提出上诉，辩称根据第四条修正案下的證據排除法則，这些证据应该是不能够呈庭的。
最高法院以5比4的投票结果推翻银盘理论及埃尔金斯的定罪。大法官波特·斯图尔特起草多数意见，大法官费利克斯·弗兰克福特和約翰·馬歇爾·哈倫二世持反对意见。埃尔金斯诉合众国案对第四条修正案作出更宽泛的合理解读，为1961年的马普诉俄亥俄州案铺平道路，后者将把证据排除法则应用到各州。

## 银盘理论
美利坚合众国宪法第四条修正案禁止执法人员在大部分情况下进行無搜索令之搜索。1914年的威克斯訴合眾國案确立證據排除法則，这一法则强制规定以非法手段获得的证据不能用于刑事审判，否则就违反第四条修正案。在1949年的沃尔夫诉科罗拉多案中，美国联邦最高法院认为第四条修正案和证据排除法则不能通过合併原則应用到各州，因此由州执法部门搜集的证据也就不会像联邦执法部门那样受到相应的约束。
在1949年的勒斯蒂格诉美国案中，大法官费利克斯·弗兰克福特创造银盘理论，其主要观念是：如果证据在没有任何级别联邦部门参与的情况下由州执法部门所获得后再转交给联邦官员，那么这些证据即使在搜集过程中存在违反第四条修正案的情况，也仍然可以在联邦法庭呈庭。这一理论鼓励联邦部门在搜集证据时与州相关部门进行合作。

## 案件背景
俄勒冈州波特兰市的警察获得一份在詹姆斯·巴特勒·埃尔金斯家中搜查寻找淫秽物品的搜查令，这一过程中他们查获一些埃尔金斯进行非法窃听的录音带。埃尔金斯随后被联邦法庭判处拦截和泄露电话通讯罪名成立，他对此向上级法院提出上诉，理由是波特兰市警察搜集这些证据的做法违反宪法第四条修正案。美国联邦第九巡回上诉法院受理他的上诉，但仍然维持原判。

## 法院裁决

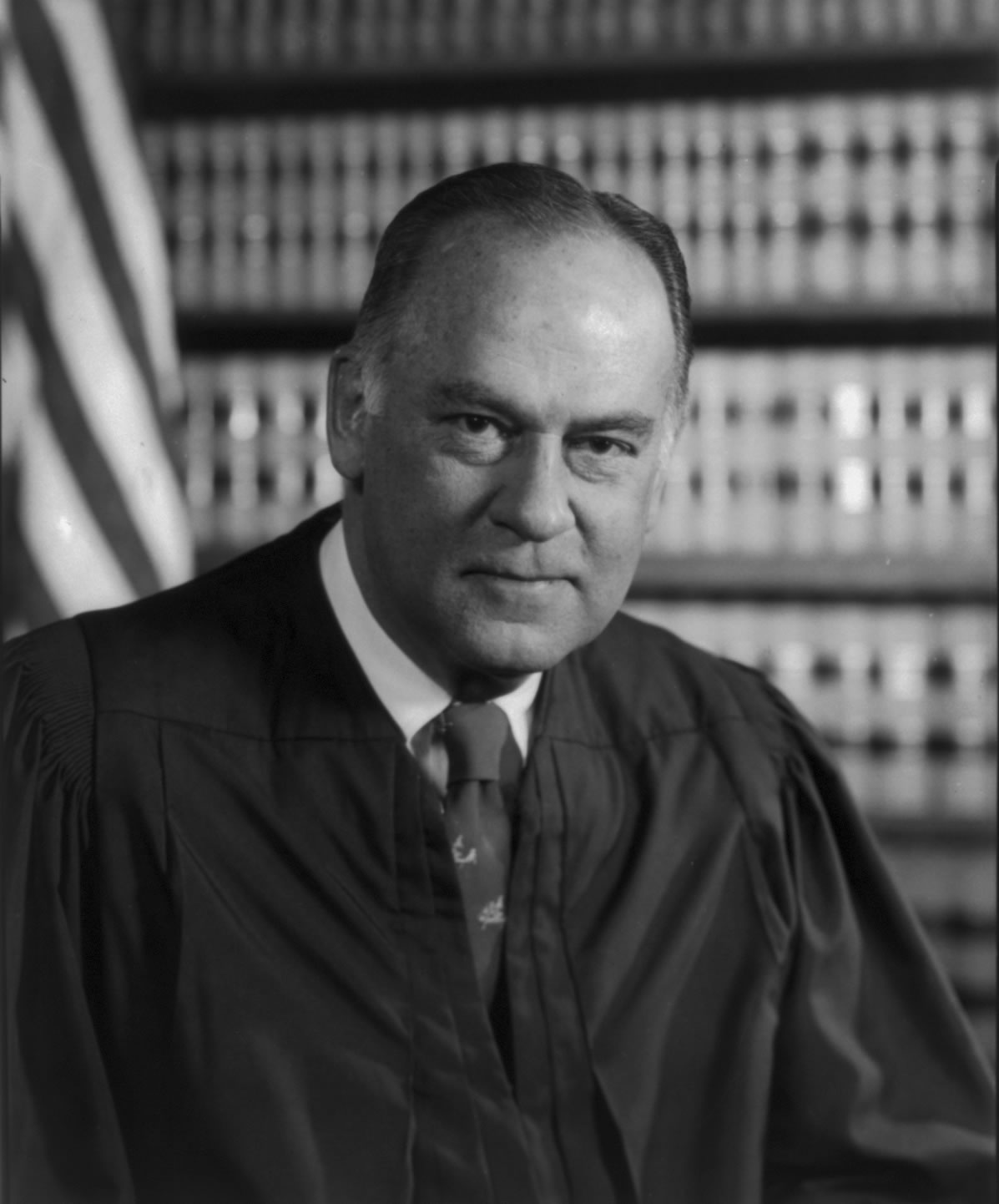
联邦最高法院大法官波特·斯图尔特

1960年6月27日，联邦最高法院以5比4的投票结果作出支持埃尔金斯的判决。大法官波特·斯图尔特起草法院的主要意見書，首席大法官厄尔·沃伦，大法官休戈·布萊克、威廉·道格拉斯和小威廉·布倫南附议。大法官费利克斯·弗兰克福特撰写反对意见，大法官約翰·馬歇爾·哈倫二世、查尔斯·E·惠特克和汤姆·C·克拉克附议。哈兰还写了一份反对意见，惠特克和克拉克给予附议。
法院的多数意见推翻银盘理论，认为州执法部门通过搜查所获得的证据如果要经联邦部门使用，那么同样这一搜查过程需要受到第四条修正案的检验和限制，如果搜查过程违反第四条修正案，那么相关证据就不能够在联邦法庭使用。埃尔金斯的定罪也因此推翻。斯图尔特指出，证据排除法则的主要目的就是为了抑制执法部门滥用职权的行为，这一规则是为了预防而非修复，是确保宪法获得尊重的唯一办法，让警方非法行为的诱因失去效果。
弗兰克福特在反对意见中批评多数派对证据排除法则的延伸，指出州警察于埃尔金斯案的行为在州法院中就已经被认为是非法的，所以最高法院再来认定非法只会造成进一步的混乱，而联邦和州刑事执法部门之间的关系应该遵循联邦主义原则。哈兰的反对意见与弗兰克福特论点类似，认为最高法院应该维持对埃尔金斯的有罪判决。
学者雅各布·W·兰丁斯基称，斯图尔特在埃尔金斯案中的裁决在有利于证据排除法则的方面作出联邦最高法院历史上最彻底并且最有说服力的分析。这一裁决在第四条修正案权利解读方面作出更为宽泛的解释，为1961年马普诉俄亥俄州案判决奠定基础，在该案中，最高法院把证据排除法则应用到各州。